# 第94回天皇杯全日本サッカー選手権大会
第94回天皇杯全日本サッカー選手権大会（だい94かい てんのうはいぜんにほんサッカーせんしゅけんたいかい）は、2014年（平成26年）7月5日から2014年12月13日まで開催された天皇杯全日本サッカー選手権大会である。
ガンバ大阪が5年ぶり4回目の優勝を果たし、2000年の鹿島アントラーズ以来史上2チーム目の国内タイトル三冠を達成した。

## 概要
2013年11月14日の日本サッカー協会 (JFA) 理事会に於いて日程等の審議が行われてスケジュールが確定、2014年3月13日のJFA理事会に於いて開催規程と運営要項の変更が話し合われてレギュレーションが確定し、2014年5月19日に大会実施概要が公表された。
レギュレーションの大きな変更点としては、2014年からのJ3リーグ (J3) 発足に伴うシードチーム配分の変更が挙げられる。具体的には、従来の「日本フットボールリーグ (JFL) シード枠」（JFL前期終了時点での1位チーム）に代わり、「前回大会のアマチュアカテゴリー最優秀成績チーム」にシード権が与えられることになった。なお、本年より創設されたJ3リーグ所属12チームに対して本大会へのシード権は付与されず、アマチュアシード枠で出場するAC長野パルセイロとJ3リーグ戦限定で参加しているJリーグ・アンダー22選抜を除く10チームが各都県の予選に参加し、FC町田ゼルビアおよびSC相模原以外の8チームが当該各県予選で優勝し本大会に出場した。
また、決勝戦については、それまで長年にわたって決勝の会場となっていた国立霞ヶ丘競技場陸上競技場が、2019年ラグビーワールドカップ、及び2020年夏季オリンピックに向けた国立競技場への施設建て替え工事（2015年10月解体完了）に伴い使用できなくなることから、「3万人以上収容のキャパシティーを有するスタジアム」での開催を念頭に決勝戦の主管団体を公募したところ、東京都サッカー協会（東京スタジアム （味の素スタジアム））、大阪府サッカー協会（長居陸上競技場（ヤンマースタジアム長居））、神奈川県サッカー協会（横浜国際総合競技場（日産スタジアム））から応募があった。この3会場について、10月31日に天皇杯実施委員会にて実施委員16名による投票を行った結果、東京スタジアムと横浜国際が7票で同票となったが、「FIFAワールドカップ決勝、FIFAクラブワールドカップ決勝の開催実績が多かった」との実施委員長裁定により横浜国際が天皇杯決勝の会場に推薦され、理事会で承認された。決勝戦が国立霞ヶ丘陸上競技場以外で開催されるのは、第46回大会以来48大会ぶりとなる。また、決勝の日程についても、恒例の「元日決勝」から12月に前倒しされている（詳細後述）。
なお、次回の第95回（2015年度）からは、第2種（高校生・ユース）のチームの出場資格が廃止され、第2種チームの出場は今大会に出場した3チーム（モンテディオ山形ユース、山梨学院大学附属高校、徳島市立高校）がひとまず最後となった。
優勝したガンバ大阪にはAFCチャンピオンズリーグ2015への出場権が与えられた。

## 日程
AFCアジアカップ2015が2015年1月9日に開幕することから、日本代表の準備期間を確保するために12月中に大会を終えることになり、決勝戦については恒例となった「元日決勝」から12月13日に前倒しされた。元日に決勝戦を行わないのは、第47回大会以来47大会ぶりとなる。また、決勝戦の日程前倒しと同時に、準決勝までがJリーグのリーグ戦日程と重なることを踏まえて準々決勝以降の日程間隔も見直された結果、全体の日程も8月開幕となった前回大会よりさらに1ヶ月半前倒しの7月開幕となった。なお、北海道代表は6月中に決定することができない ため、北海道代表の関わる1回戦・2回戦は別の日に開催された。
日程見直しの結果、準決勝もこれまでと異なる「平日ナイトゲーム、2試合同時開催」（従前は日中の2試合時差開催）となったこともあり、総合テレビとラジオ第1放送での中継は行われなかった（BS1でマルチチャンネル放送を実施）。
前回（第93回大会）・前々回（第92回大会）は3回戦終了後に組み合わせの再抽選が行われたが、今大会ではラウンド16（4回戦）終了後に決定することになっている。
| 試合                | 開催日                  | 備考                                             |
| ------------------- | ----------------------- | ------------------------------------------------ |
| 1回戦               | 7月5日、6日（26日）     | 都道府県代表チーム、アマチュアシードチームの参加 |
| 2回戦               | 7月12日、13日（8月6日） | J1、J2チームの参加                               |
| 3回戦               | 8月20日                 |                                                  |
| ラウンド16（4回戦） | 9月6日、7日（10日）     |                                                  |
| 準々決勝            | 10月11日、12日（15日）  |                                                  |
| 準決勝              | 11月26日                |                                                  |
| 決勝                | 12月13日                |                                                  |

1. ↑  マッチナンバー【6】（北海道代表 対 群馬県代表）のみ。
2. ↑  マッチナンバー【32】（コンサドーレ札幌 対 【6】の勝者）のみ。
3. ↑  Jリーグヤマザキナビスコカップ準々決勝に進出するJ1チームの試合および天皇杯ラウンド16に進出したJ2、J3チームの試合が対象。
4. ↑  Jリーグヤマザキナビスコカップ準決勝に進出するJ1チームの試合および天皇杯準々決勝に進出したJ2、J3チームの試合が対象

上記の日程は、レギュレーション発表時点の予定に基づいたが、ラウンド16（4回戦）については予備日の対象となるチーム（J2勢およびナビスコカップ準々決勝進出チーム）の関係する試合が8試合中7試合となった結果、本来日程であった9月6日には開催されず、1試合のみ9月7日に開催されることになった。同様の理由で、準々決勝も本来日程であった10月12日には開催されず、1試合のみ10月11日に開催されることになった。

## 出場チーム
以下の「出場回数」についてはJFAの公式記録に基づくが、基本的には「前身となるチーム（クラブ化前の実業団チーム、など）からの通算回数」としている。ただし、一部に例外もある。

### Jリーグ ディビジョン1
2014年のJリーグ ディビジョン1所属の全18チーム。
| チーム             | 出場回数       |
| ------------------ | -------------- |
| ベガルタ仙台       | 20年連続21回目 |
| 鹿島アントラーズ   | 23年連続31回目 |
| 浦和レッズ         | 49年連続50回目 |
| 大宮アルディージャ | 19年連続20回目 |
| 柏レイソル         | 20年連続47回目 |
| FC東京             | 21年連続21回目 |
| 川崎フロンターレ   | 20年連続31回目 |
| 横浜F・マリノス    | 36年連続37回目 |
| ヴァンフォーレ甲府 | 19年連続23回目 |

| チーム             | 出場回数       |
| ------------------ | -------------- |
| アルビレックス新潟 | 19年連続23回目 |
| 清水エスパルス     | 23年連続23回目 |
| 名古屋グランパス   | 24年連続38回目 |
| ガンバ大阪         | 34年連続34回目 |
| セレッソ大阪       | 21年連続46回目 |
| ヴィッセル神戸     | 24年連続28回目 |
| サンフレッチェ広島 | 43年連続63回目 |
| 徳島ヴォルティス   | 24年連続26回目 |
| サガン鳥栖         | 21年連続23回目 |

### Jリーグ ディビジョン2
2014年のJリーグ ディビジョン2所属の全22チーム。
| チーム                 | 出場回数       |
| ---------------------- | -------------- |
| コンサドーレ札幌       | 33年連続34回目 |
| モンテディオ山形       | 19年連続23回目 |
| 水戸ホーリーホック     | 19年連続19回目 |
| 栃木SC                 | 17年連続17回目 |
| ザスパクサツ群馬       | 12年連続12回目 |
| ジェフユナイテッド千葉 | 28年連続50回目 |
| 東京ヴェルディ         | 39年連続40回目 |
| 横浜FC                 | 16年連続16回目 |
| 湘南ベルマーレ         | 43年連続43回目 |
| 松本山雅FC             | 7年連続9回目   |
| カターレ富山           | 7年連続7回目   |

| チーム             | 出場回数       |
| ------------------ | -------------- |
| ジュビロ磐田       | 35年連続38回目 |
| FC岐阜             | 9年連続9回目   |
| 京都サンガF.C.     | 21年連続32回目 |
| ファジアーノ岡山   | 7年連続7回目   |
| カマタマーレ讃岐   | 10年連続16回目 |
| 愛媛FC             | 16年連続16回目 |
| アビスパ福岡       | 21年連続23回目 |
| ギラヴァンツ北九州 | 7年連続7回目   |
| V・ファーレン長崎  | 6年連続8回目   |
| ロアッソ熊本       | 15年連続15回目 |
| 大分トリニータ     | 19年連続19回目 |

### アマチュアシード枠
前回大会の本大会に出場したアマチュアカテゴリーのチーム（J1・J2シード以外の48チーム）の中で最も成績が優秀だったチーム
| チーム           | 所属リーグ | 出場回数     | 前回成績  |
| ---------------- | ---------- | ------------ | --------- |
| AC長野パルセイロ | J3         | 3年連続4回目 | 4回戦進出 |

### 都道府県代表
埼玉県代表は3月30日に、千葉・静岡・愛知・香川の4県代表は6月28日 に、5県と北海道・群馬県を除く40都府県の代表は6月29日に、群馬県代表は7月6日に、北海道代表は7月19日に 決定した。
| 都道府県 | チーム                   | 所属リーグ   | 出場回数       |
| -------- | ------------------------ | ------------ | -------------- |
| 北海道   | ノルブリッツ北海道       | 北海道       | 05年ぶり05回目 |
| 青森県   | ヴァンラーレ八戸         | JFL          | 03年連続04回目 |
| 岩手県   | グルージャ盛岡           | J3           | 07年連続08回目 |
| 宮城県   | ソニー仙台FC             | JFL          | 09年連続17回目 |
| 秋田県   | ブラウブリッツ秋田       | J3           | 13年連続21回目 |
| 山形県   | モンテディオ山形ユース   | プリンス東北 | 初出場         |
| 福島県   | 福島ユナイテッドFC       | J3           | 07年連続07回目 |
| 茨城県   | 筑波大学                 | 関東大学1部  | 04年連続28回目 |
| 栃木県   | 栃木ウーヴァFC           | JFL          | 02年連続06回目 |
| 群馬県   | tonan前橋サテライト      | 関東2部      | 初出場         |
| 埼玉県   | さいたまSC               | 関東1部      | 07年ぶり07回目 |
| 千葉県   | 浦安SC                   | 関東1部      | 02年連続02回目 |
| 東京都   | 明治大学                 | 関東大学1部  | 05年ぶり13回目 |
| 神奈川県 | Y.S.C.C.横浜             | J3           | 02年ぶり06回目 |
| 山梨県   | 山梨学院大学附属高校     | プリンス関東 | 03年ぶり02回目 |
| 長野県   | 上田ジェンシャン         | 北信越1部    | 14年ぶり05回目 |
| 新潟県   | JAPANサッカーカレッジ    | 北信越1部    | 03年ぶり12回目 |
| 富山県   | 富山新庄クラブ           | 北信越1部    | 05年連続05回目 |
| 石川県   | ツエーゲン金沢           | J3           | 08年連続11回目 |
| 福井県   | サウルコス福井           | 北信越1部    | 03年連続06回目 |
| 静岡県   | 藤枝MYFC                 | J3           | 02年連続02回目 |
| 愛知県   | トヨタ蹴球団             | 東海1部      | 02年連続02回目 |
| 三重県   | ヴィアティン桑名         | 三重県1部    | 初出場         |
| 岐阜県   | 岐阜経済大学             | 東海学生2部  | 初出場         |
| 滋賀県   | びわこ成蹊スポーツ大学   | 関西学生1部  | 05年ぶり04回目 |
| 京都府   | 京都産業大学             | 関西学生1部  | 24年ぶり04回目 |
| 大阪府   | FC大阪                   | 関西1部      | 初出場         |
| 兵庫県   | 関西学院大学             | 関西学生1部  | 03年連続23回目 |
| 奈良県   | 奈良クラブ               | 関西1部      | 06年連続06回目 |
| 和歌山県 | アルテリーヴォ和歌山     | 関西1部      | 06年連続06回目 |
| 鳥取県   | ガイナーレ鳥取           | J3           | 15年連続17回目 |
| 島根県   | デッツォーラ島根         | 中国         | 02年連続09回目 |
| 岡山県   | ファジアーノ岡山ネクスト | JFL          | 04年連続04回目 |
| 広島県   | SRC広島                  | 中国         | 18年ぶり02回目 |
| 山口県   | 徳山大学                 | 中国大学1部  | 02年ぶり07回目 |
| 香川県   | 多度津FC                 | 四国         | 初出場         |
| 徳島県   | 徳島市立高校             | プリンス四国 | 16年ぶり02回目 |
| 愛媛県   | FC今治                   | 四国         | 06年連続06回目 |
| 高知県   | 高知大学                 | 四国大学1部  | 12年連続19回目 |
| 福岡県   | 福岡大学                 | 九州大学1部  | 04年連続29回目 |
| 佐賀県   | 佐賀大学                 | 九州大学1部  | 03年連続07回目 |
| 長崎県   | 三菱重工長崎SC           | 九州         | 02年連続08回目 |
| 熊本県   | 熊本県教員蹴友団         | 熊本県1部    | 03年ぶり02回目 |
| 大分県   | ヴェルスパ大分           | JFL          | 05年連続05回目 |
| 宮崎県   | ホンダロックSC           | JFL          | 03年ぶり11回目 |
| 鹿児島県 | 鹿児島ユナイテッドFC     | JFL          | 初出場         |
| 沖縄県   | FC琉球                   | J3           | 05年連続08回目 |

- 出場回数に関する備考

1. ↑  日産自動車サッカー部→横浜マリノスからの出場回数を含む。なお、横浜フリューゲルス（1999年に統合）の出場回数（13回）は含まない。
2. ↑  鳥栖フューチャーズの出場回数（5回）を含む（なお、鳥栖と鳥栖Fには組織としての連続性はない。当該項参照）。
3. ↑  前身の北陸電力/アローズ北陸（10回出場）およびYKK APサッカー部（11回出場）の出場回数は含まない。
4. ↑  前身の三菱化成黒崎サッカー部の出場回数（4回）を含まない。
5. ↑  前身の静岡FC（2回出場）の出場回数は含まない。
6. ↑  前回の出場は前身の広島教員サッカークラブ時代。
7. ↑  前身のヴォルカ鹿児島（6回出場）およびFC KAGOSHIMA（1回出場、別に前身の「鹿屋体育大学クラブ」で1回出場）の出場回数は含まない。

## 試合結果

### 1回戦
| 2014年7月5日 No.1 | 福岡大学                          | 2 - 1          | 高知大学    | 福岡市                                                        |
| 13:00             | - 瓜生昂勢 45分 - 中野圭一朗 87分 | 公式記録 (PDF) | 有間潤 83分 | 競技場: レベルファイブスタジアム 観客数: 340人 主審: 淺田武士 |

| 2014年7月5日 No.2 | FC大阪 | 0 - 5          | ツエーゲン金沢                                    | 大阪市                                                    |
| 15:00             |        | 公式記録 (PDF) | - 大町将梧 12分, 46分, 71分 - 清原翔平 77分, 79分 | 競技場: キンチョウスタジアム 観客数: 619人 主審: 内田康博 |

| 2014年7月5日 No.3 | 徳島市立高校  | 1 - 7          | 鹿児島ユナイテッドFC                                                              | 鳴門市                                                                                |
| 13:00             | 岸田大世 84分 | 公式記録 (PDF) | - 前田将大 15分, 55分, 89分 - 柳崎祥兵 35分, 90+2分 - 栗山裕貴 41分 - 60分 (o.g.) | 競技場: 鳴門・大塚スポーツパークポカリスエットスタジアム 観客数: 262人 主審: 上村篤史 |

| 2014年7月6日 No.4 | ブラウブリッツ秋田                                                                      | 7 - 1          | さいたまSC    | 秋田市                                                      |
| 13:00             | - 前山恭平 4分 - 新里彰平 39分 (PK) - レオナルド 51分, 82分 - 三好洋央 55分, 84分, 90分 | 公式記録 (PDF) | 大野恭平 65分 | 競技場: 秋田市八橋運動公園球技場 観客数: 681人 主審: 俵元希 |

| 2014年7月5日 No.5 | びわこ成蹊スポーツ大学                                                          | 7 - 0          | 岐阜経済大学 | 東近江市                                                                                      |
| 13:00             | - 熊田克斗 11分, 30分 - 久保賢悟 40分, 45分, 80分 - 宮大樹 73分 - 加藤徹也 88分 | 公式記録 (PDF) |              | 競技場: 東近江市布引運動公園陸上競技場（布引グリーンスタジアム） 観客数: 268人 主審: 熊谷幸剛 |

| 2014年7月26日 No.6 | クラブフィールズ・ノルブリッツ北海道 | 1 - 2          | tonan前橋サテライト             | 札幌市                                                  |
| 13:00              | 山田庸介 67分                        | 公式記録 (PDF) | - 関根秀輝 59分 - 星野佑介 84分 | 競技場: 札幌厚別公園競技場 観客数: 374人 主審: 塩津祐介 |

| 2014年7月5日 No.7 | ヴィアティン桑名                         | 2 - 1 (延長)   | 京都産業大学  | 鈴鹿市                                                                                        |
| 13:00             | - 太倉坐ドゥグラス 43分 - 田宮勇次 102分 | 公式記録 (PDF) | 木匠貴大 89分 | 競技場: 三重県営鈴鹿スポーツガーデン サッカー・ラグビー場メインG 観客数: 603人 主審: 松澤慶和 |

| 2014年7月5日 No.8 | 奈良クラブ                                   | 3 - 1          | 福島ユナイテッドFC | 橿原市                                                        |
| 13:00             | - 鶴見聡貴 5分 - 瀬里康和 34分 - 馬場悠 69分 | 公式記録 (PDF) | 久野純弥 30分      | 競技場: 奈良県立橿原公苑陸上競技場 観客数: 649人 主審: 川俣秀 |

| 2014年7月5日 No.9 | アルテリーヴォ和歌山                   | 2 - 4 (延長)   | 藤枝MYFC                                      | 和歌山市                                                    |
| 13:00             | - 大西佑亮 31分 (PK) - 永井雄一郎 71分 | 公式記録 (PDF) | - 西山貴永 16分 - 大石治寿 17分, 101分, 109分 | 競技場: 紀三井寺公園陸上競技場 観客数: 783人 主審: 田中玲匡 |

| 2014年7月5日 No.10 | 筑波大学        | 1 - 2          | ソニー仙台FC                  | ひたちなか市                                                            |
| 15:00              | 車屋紳太郎 67分 | 公式記録 (PDF) | - 小泉慶治 16分 - 中村元 61分 | 競技場: ひたちなか市総合運動公園陸上競技場 観客数: 396人 主審: 池田一洋 |

| 2014年7月6日 No.11 | 佐賀大学 | 0 - 1          | 徳山大学        | 佐賀市                                                        |
| 13:01              |          | 公式記録 (PDF) | 小笠原直哉 43分 | 競技場: 佐賀県総合運動場陸上競技場 観客数: 371人 主審: 篠藤巧 |

| 2014年7月6日 No.12 | デッツォーラ島根 | 0 - 5          | ヴェルスパ大分                                                        | 松江市                                                  |
| 14:00              |                  | 公式記録 (PDF) | - 福満隆貴 11分, 58分 - 鍔田有馬 37分 - 中村真人 44分 - 中嶋雄大 84分 | 競技場: 松江市営陸上競技場 観客数: 647人 主審: 櫻井大輔 |

| 2014年7月6日 No.13 | 三菱重工長崎SC  | 1 - 2          | ホンダロックSC      | 諫早市                                                            |
| 13:00              | 熊谷智哉 90+1分 | 公式記録 (PDF) | 原田洋志 59分, 72分 | 競技場: 長崎県立総合運動公園陸上競技場 観客数: 428人 主審: 李尚起 |

| 2014年7月5日 No.14 | 山梨学院大学附属高校 | 0 - 2          | 明治大学                               | 甲府市                                                |
| 13:00              |                      | 公式記録 (PDF) | - 矢島倫太郎 41分 (PK) - 和泉竜司 54分 | 競技場: 山梨中銀スタジアム 観客数: 410人 主審: 野村修 |

| 2014年7月5日 No.15 | 栃木ウーヴァFC | 1 - 2          | 関西学院大学       | 栃木市                                                            |
| 13:00              | 中川貴晴 71分  | 公式記録 (PDF) | 呉屋大翔 7分, 43分 | 競技場: 栃木市総合運動公園陸上競技場 観客数: 349人 主審: 大原謙哉 |

| 2014年7月6日 No.16 | 富山新庄クラブ | 0 - 7          | サウルコス福井                                                                 | 富山市                                                                      |
| 13:00              |                | 公式記録 (PDF) | - 畦地健太 6分, 28分, 63分 - 近藤将人 32分, 45+2分 - 秋田猛 52分 - 阿部優 90分 | 競技場: 岩瀬スポーツ公園サッカー・ラグビー場 観客数: 405人 主審: 西水流優一 |

| 2014年7月6日 No.17 | FC今治        | 1 - 2          | ファジアーノ岡山ネクスト      | 松山市                                                          |
| 13:00              | 稲田圭哉 69分 | 公式記録 (PDF) | - 小林秀征 23分 - 飯田涼 90分 | 競技場: 愛媛県総合運動公園球技場 観客数: 259人 主審: 金次雄之介 |

| 2014年7月6日 No.18 | AC長野パルセイロ                | 2 - 0          | JAPANサッカーカレッジ | 松本市                                                                        |
| 15:00              | - 西口諒 28分 - 宇野沢祐次 65分 | 公式記録 (PDF) |                       | 競技場: 松本平広域運動公園総合球技場アルウィン 観客数: 1,476人 主審: 日高晴樹 |

| 2014年7月6日 No.19 | Y.S.C.C.横浜                                    | 3 - 1          | SRC広島       | 大和市                                                          |
| 13:00              | - 吉田明生 57分 - 三田尚央 63分 - 伊池翔吾 78分 | 公式記録 (PDF) | 上田純治 77分 | 競技場: 大和スポーツセンター競技場 観客数: 681人 主審: 津野洋平 |

| 2014年7月6日 No.20 | ヴァンラーレ八戸 | 1 - 0          | モンテディオ山形ユース | 十和田市                                                              |
| 13:00              | 菅井慎也 56分    | 公式記録 (PDF) |                        | 競技場: 十和田市高森山総合運動公園球技場 観客数: 622人 主審: 鶴岡将樹 |

| 2014年7月6日 No.21 | 熊本県教員蹴友団 | 0 - 2          | FC琉球                        | 大津町                                                    |
| 13:00              |                  | 公式記録 (PDF) | - 藤澤典隆 59分 - 富所悠 90分 | 競技場: 大津町運動公園球技場 観客数: 165人 主審: 塩津祐介 |

| 2014年7月6日 No.22 | グルージャ盛岡 | 0 - 1          | 浦安SC        | 盛岡市                                                |
| 13:00              |                | 公式記録 (PDF) | 清水康也 11分 | 競技場: 盛岡南公園球技場 観客数: 621人 主審: 角田裕之 |

| 2014年7月6日 No.23 | トヨタ蹴球団                                                    | 4 - 1          | 上田ジェンシャン | 名古屋市                                                  |
| 14:00              | - 小池恭一 11分 - 片山雄大 15分 - 鈴木淳也 35分 - 蓮尾和也 88分 | 公式記録 (PDF) | 藤田信 49分      | 競技場: 名古屋市港サッカー場 観客数: 405人 主審: 宇田賢史 |

| 2014年7月6日 No.24 | ガイナーレ鳥取                                                                       | 6 - 0          | 多度津FC | 鳥取市                                                        |
| 13:00              | - 森英次郎 40分 - 安藤由翔 41分 - 廣田隆治 51分, 72分, 90+1分 - 中山仁斗 90+3分 (PK) | 公式記録 (PDF) |          | 競技場: とりぎんバードスタジアム 観客数: 1,216人 主審: 堀格郎 |

### 2回戦
| 2014年7月12日 No.25 | サンフレッチェ広島                                                      | 5 - 2          | 福岡大学            | 福山市                                                                |
| 16:00               | - 野津田岳人 22分, 90分 - 清水航平 53分 - 塩谷司 64分 - 皆川佑介 90+4分 | 公式記録 (PDF) | 山﨑凌吾 14分, 43分 | 競技場: 福山市竹ヶ端運動公園陸上競技場 観客数: 5,196人 主審: 扇谷健司 |

| 2014年7月13日 No.26 | 水戸ホーリーホック                | 2 - 0          | アビスパ福岡 | 水戸市                                                          |
| 16:00               | - 鈴木隆行 25分 - 小谷野顕治 85分 | 公式記録 (PDF) |              | 競技場: ケーズデンキスタジアム水戸 観客数: 1,569人 主審: 岡宏道 |

| 2014年7月12日 No.27 | ガンバ大阪                                                  | 5 - 1          | ツエーゲン金沢 | 吹田市                                                |
| 16:00               | - 宇佐美貴史 11分 - 倉田秋 19分, 56分, 81分 - 西野貴治 38分 | 公式記録 (PDF) | 佐藤和弘 22分  | 競技場: 万博記念競技場 観客数: 2,862人 主審: 窪田陽輔 |

| 2014年7月12日 No.28 | 徳島ヴォルティス | 1 - 0          | 鹿児島ユナイテッドFC | 鳴門市                                                                                |
| 13:00               | ドウグラス 88分  | 公式記録 (PDF) |                      | 競技場: 鳴門・大塚スポーツパークポカリスエットスタジアム 観客数: 1,208人 主審: 中村太 |

| 2014年7月12日 No.29 | FC東京 | 8 - 0          | ブラウブリッツ秋田 | 調布市                                                  |
| 18:00               | - 三田啓貴 11分 - 河野広貴 22分 - 森重真人 26分 - エドゥー 29分 (PK), 58分 - 太田宏介 48分 - 平山相太 62分 - 渡邉千真 84分 | 公式記録 (PDF) |                    | 競技場: 味の素スタジアム 観客数: 5,860人 主審: 村上伸次 |

| 2014年7月12日 No.30 | 松本山雅FC    | 1 - 0          | カマタマーレ讃岐 | 松本市                                                                        |
| 15:00               | 椎名伸志 86分 | 公式記録 (PDF) |                  | 競技場: 松本平広域運動公園総合球技場アルウィン 観客数: 5,767人 主審: 森川浩次 |

| 2014年7月12日 No.31 | 清水エスパルス                                                                                 | 5 - 0          | びわこ成蹊スポーツ大学 | 静岡市                                                     |
| 18:00               | - 杉山浩太 58分 - 大前元紀 81分 - ノヴァコヴィッチ 83分 (PK) - 高木俊幸 88分 - 高木善朗 90+2分 | 公式記録 (PDF) |                        | 競技場: IAIスタジアム日本平 観客数: 2,844人 主審: 佐藤隆治 |

| 2014年8月6日 No.32 | コンサドーレ札幌                                                 | 5 - 0          | tonan前橋サテライト | 札幌市                                                    |
| 19:00              | - 前田俊介 3分 - 工藤光輝 38分 - 丁成勳 66分, 68分 - 薗田淳 83分 | 公式記録 (PDF) |                     | 競技場: 札幌厚別公園競技場 観客数: 1,654人 主審: 野田祐樹 |

| 2014年7月12日 No.33 | セレッソ大阪                                           | 4 - 2 (延長)   | ヴィアティン桑名               | 大阪市                                                      |
| 19:00               | - 杉本健勇 33分 - 南野拓実 76分 - 阪本将基 97分, 117分 | 公式記録 (PDF) | - 荒木康太 5分 - ジブリン 65分 | 競技場: キンチョウスタジアム 観客数: 6,323人 主審: 岡部拓人 |

| 2014年7月13日 No.34 | 横浜FC | 0 - 1          | カターレ富山  | 横浜市                                                    |
| 18:00               |        | 公式記録 (PDF) | 内田健太 22分 | 競技場: ニッパツ三ツ沢球技場 観客数: 1,326人 主審: 廣瀬格 |

| 2014年7月12日 No.35 | ベガルタ仙台 | 1 - 2          | 奈良クラブ                      | 仙台市                                                        |
| 13:00               | 柳沢敦 33分  | 公式記録 (PDF) | - 小野祐輔 75分 - 岡山一成 86分 | 競技場: ユアテックスタジアム仙台 観客数: 3,672人 主審: 松尾一 |

| 2014年7月12日 No.36 | ジュビロ磐田             | 2 - 0          | 藤枝MYFC | 磐田市                                                  |
| 18:00               | 金園英学 61分 (PK), 90分 | 公式記録 (PDF) |          | 競技場: ヤマハスタジアム 観客数: 3,577人 主審: 日高晴樹 |

| 2014年7月12日 No.37                                    | 鹿島アントラーズ            | 2 - 2 (延長) (1-2 PK戦)                 | ソニー仙台FC                  | 鹿嶋市                                                                  |
| 18:00                                                  | - ダヴィ 33分 - カイオ 36分 | 公式記録 (PDF)                          | - 細見諒 23分 - 田中豪紀 28分 | 競技場: 茨城県立カシマサッカースタジアム 観客数: 3,656人 主審: 木村博之 |
|                                                        | PK戦                        |                                         |                               |                                                                         |
| - 小笠原満男 - 野沢拓也 - 柴崎岳 - 中村充孝 - 山本脩斗 |                             | - 瀬田貴仁 - 宮尾勇輝 - 中村元 - 澤口泉 |                               |                                                                         |

| 2014年7月13日 No.38 | ロアッソ熊本 | 0 - 1          | モンテディオ山形 | 熊本市                                                            |
| 18:00               |              | 公式記録 (PDF) | 山崎雅人 87分    | 競技場: うまかな・よかなスタジアム 観客数: 2,018人 主審: 野田祐樹 |

| 2014年7月13日 No.39 | サガン鳥栖                                         | 4 - 1          | 徳山大学      | 鳥栖市                                                            |
| 13:00               | - 豊田陽平 7分, 41分 - 池田圭 16分 - 高橋義希 85分 | 公式記録 (PDF) | 植野翔弥 79分 | 競技場: ベストアメニティスタジアム 観客数: 3,002人 主審: 吉田寿光 |

| 2014年7月13日 No.40 | 大分トリニータ                       | 2 - 1          | ヴェルスパ大分 | 大分市                                                              |
| 16:00               | - 高松大樹 31分 - 坂井大将 34分 (PK) | 公式記録 (PDF) | 濱中祐輔 42分  | 競技場: 大分スポーツ公園大分銀行ドーム 観客数: 2,545人 主審: 篠藤巧 |

| 2014年7月12日 No.41 | 横浜F・マリノス                               | 3 - 0          | ホンダロックSC | 横浜市                                                      |
| 18:00               | - 兵藤慎剛 45+1分 - 端戸仁 50分 - 天野純 85分 | 公式記録 (PDF) |                | 競技場: ニッパツ三ツ沢球技場 観客数: 5,821人 主審: 池内明彦 |

| 2014年7月13日 No.42 | 東京ヴェルディ | 1 - 2          | ギラヴァンツ北九州 | 東京都北区                                                    |
| 18:00               | 井林章 80分    | 公式記録 (PDF) | 原一樹 42分, 83分  | 競技場: 味の素フィールド西が丘 観客数: 1,387人 主審: 山本雄大 |

| 2014年7月12日 No.43 | ヴァンフォーレ甲府 | 1 - 0          | 明治大学 | 甲府市                                                    |
| 15:00               | 水野晃樹 52分      | 公式記録 (PDF) |          | 競技場: 山梨中銀スタジアム 観客数: 2,105人 主審: 上田益也 |

| 2014年7月12日 No.44 | ヴィッセル神戸  | 1 - 2          | 関西学院大学                  | 三木市                                                            |
| 16:00               | 森岡亮太 90+4分 | 公式記録 (PDF) | - 池田優真 65分 - 森俊介 83分 | 競技場: 三木総合防災公園陸上競技場 観客数: 2,870人 主審: 吉田哲朗 |

| 2014年7月13日 No.45 | アルビレックス新潟                                                                      | 8 - 1          | サウルコス福井 | 坂井市                                                            |
| 16:00               | - 鈴木武蔵 23分, 32分, 50分 - 岡本英也 28分, 38分 - 成岡翔 67分 - 田中達也 81分, 90+3分 | 公式記録 (PDF) | 岩崎大輔 61分  | 競技場: テクノポート福井スタジアム 観客数: 2,130人 主審: 高山啓義 |

| 2014年7月12日 No.46 | V・ファーレン長崎                             | 3 - 1          | FC岐阜        | 諫早市                                                                |
| 18:00               | - 佐藤洸一 15分 - 東浩史 48分 - 奥埜博亮 52分 | 公式記録 (PDF) | 関田寛士 88分 | 競技場: 長崎県立総合運動公園陸上競技場 観客数: 2,574人 主審: 河合英治 |

| 2014年7月12日 No.47 | 柏レイソル                                                        | 4 - 0          | ファジアーノ岡山ネクスト | 柏市                                                    |
| 16:00               | - 橋本和 30分 - レアンドロ 44分 - 大谷秀和 79分 - 大島康樹 90+3分 | 公式記録 (PDF) |                          | 競技場: 日立柏サッカー場 観客数: 3,003人 主審: 飯田淳平 |

| 2014年7月13日 No.48 | ジェフユナイテッド千葉                | 3 - 2          | AC長野パルセイロ                  | 千葉市                                                      |
| 16:00               | - 森本貴幸 10分, 69分 - ケンペス 51分 | 公式記録 (PDF) | - 佐藤悠希 11分 - 宇野沢祐次 39分 | 競技場: フクダ電子アリーナ 観客数: 3,874人 主審: 三上正一郎 |

| 2014年7月12日 No.49 | 川崎フロンターレ                     | 2 - 1 (延長)   | Y.S.C.C.横浜  | 川崎市                                                    |
| 19:00               | - 小宮山尊信 90+1分 - 森島康仁 117分 | 公式記録 (PDF) | 松田康佑 54分 | 競技場: 等々力陸上競技場 観客数: 5,490人 主審: 福島孝一郎 |

| 2014年7月13日 No.50 | ファジアーノ岡山 | 1 - 2          | 愛媛FC                          | 福山市                                                              |
| 16:00               | 林容平 49分      | 公式記録 (PDF) | - 堀米勇輝 21分 - 河原和寿 81分 | 競技場: 福山市竹ヶ端運動公園陸上競技場 観客数: 1,524人 主審: 長谷拓 |

| 2014年7月12日 No.51 | 大宮アルディージャ                    | 3 - 1          | ヴァンラーレ八戸 | さいたま市                                                 |
| 18:00               | - 菊地光将 38分 - 長谷川悠 50分, 55分 | 公式記録 (PDF) | 須藤貴郁 5分     | 競技場: NACK5スタジアム大宮 観客数: 2,434人 主審: 榎本一慶 |

| 2014年7月13日 No.52 | 湘南ベルマーレ                        | 2 - 1 (延長)   | FC琉球        | 平塚市                                                          |
| 16:00               | - 菊地俊介 52分 - 丸山祐市 102分 (PK) | 公式記録 (PDF) | 浦島貴大 35分 | 競技場: Shonan BMWスタジアム平塚 観客数: 1,958人 主審: 塚田智宏 |

| 2014年7月12日 No.53 | 浦和レッズ | 8 - 2          | 浦安SC                          | さいたま市                                                |
| 18:00               | - 阿部勇樹 11分 - 興梠慎三 41分, 77分 - 宇賀神友弥 45+1分 - 梅崎司 52分 - 森脇良太 58分 - 鈴木啓太 83分 - 関根貴大 90+1分 | 公式記録 (PDF) | - 上松瑛 37分 - 清水康也 90+3分 | 競技場: 浦和駒場スタジアム 観客数: 7,275人 主審: 家本政明 |

| 2014年7月12日 No.54                          | 栃木SC | 0 - 0 (延長) (0-3 PK戦)          | ザスパクサツ群馬 | 宇都宮市                                                        |
| 18:00                                        |        | 公式記録 (PDF)                   |                  | 競技場: 栃木県グリーンスタジアム 観客数: 2,049人 主審: 塚田健太 |
|                                              | PK戦   |                                  |                  |                                                                 |
| - 大久保哲哉 - チャ・ヨンファン - 重松健太郎 |        | - 宮崎泰右 - 瀬川和樹 - 小林竜樹 |                  |                                                                 |

| 2014年7月12日 No.55 | 名古屋グランパス | 12 - 0         | トヨタ蹴球団 | 名古屋市                                                          |
| 15:00               | - 永井謙佑 17分, 21分, 22分, 42分, 67分 - 田中マルクス闘莉王 31分 - 佐藤和樹 45分, 77分 - 松田力 68分, 90+1分 - 矢田旭 71分 - 田鍋陵太 90+4分 | 公式記録 (PDF) |              | 競技場: 名古屋市瑞穂公園陸上競技場 観客数: 2,911人 主審: 今村義朗 |

| 2014年7月13日 No.56 | 京都サンガF.C.                                 | 3 - 1          | ガイナーレ鳥取 | 鳥取市                                                          |
| 13:00               | - 大黒将志 2分 - 中山博貴 67分 - 山瀬功治 85分 | 公式記録 (PDF) | 馬渡和彰 38分  | 競技場: とりぎんバードスタジアム 観客数: 2,098人 主審: 小屋幸栄 |

### 3回戦
| 2014年8月27日 No.57 | サンフレッチェ広島 | 1 - 0          | 水戸ホーリーホック | 広島市                                                          |
| 19:00               | 佐藤寿人 25分      | 公式記録 (PDF) |                    | 競技場: エディオンスタジアム広島 観客数: 2,792人 主審: 岡部拓人 |

| 2014年8月20日 No.58 | ガンバ大阪      | 1 - 0          | 徳島ヴォルティス | 吹田市                                                |
| 19:00               | 宇佐美貴史 28分 | 公式記録 (PDF) |                  | 競技場: 万博記念競技場 観客数: 3,122人 主審: 家本政明 |

| 2014年8月20日 No.59 | FC東京                          | 2 - 0          | 松本山雅FC | 調布市                                                  |
| 19:04               | - 河野広貴 41分 - 平山相太 54分 | 公式記録 (PDF) |            | 競技場: 味の素スタジアム 観客数: 9,446人 主審: 西村雄一 |

| 2014年8月20日 No.60 | 清水エスパルス                          | 2 - 1          | コンサドーレ札幌 | 静岡市                                                     |
| 19:04               | - 大前元紀 41分 - ノヴァコヴィッチ 90分 | 公式記録 (PDF) | 都倉賢 27分      | 競技場: IAIスタジアム日本平 観客数: 3,240人 主審: 榎本一慶 |

| 2014年8月20日 No.61 | セレッソ大阪    | 1 - 0          | カターレ富山 | 大阪市                                                      |
| 19:00               | 藤本康太 45+2分 | 公式記録 (PDF) |              | 競技場: キンチョウスタジアム 観客数: 4,836人 主審: 山本雄大 |

| 2014年8月20日 No.62 | 奈良クラブ | 0 - 5          | ジュビロ磐田                                                   | 磐田市                                                  |
| 19:04               |            | 公式記録 (PDF) | - ポポ 19分, 45+1分 (PK) - 山崎亮平 29分, 38分 - 宮崎智彦 73分 | 競技場: ヤマハスタジアム 観客数: 2,666人 主審: 飯田淳平 |

| 2014年8月20日 No.63 | ソニー仙台FC | 0 - 1          | モンテディオ山形 | 仙台市                                                          |
| 19:03               |              | 公式記録 (PDF) | 萬代宏樹 29分    | 競技場: ユアテックスタジアム仙台 観客数: 2,164人 主審: 村上伸次 |

| 2014年8月20日 No.64 | サガン鳥栖                                    | 3 - 1          | 大分トリニータ | 鳥栖市                                                              |
| 19:00               | - 金井貢史 50分 - 谷口博之 55分 - 77分 (o.g.) | 公式記録 (PDF) | 風間宏矢 23分  | 競技場: ベストアメニティスタジアム 観客数: 3,634人 主審: 福島孝一郎 |

| 2014年8月20日 No.65 | 横浜F・マリノス         | 2 - 3 (延長)   | ギラヴァンツ北九州                              | 横浜市                                                      |
| 19:00               | - 藤本淳吾 12分, 45+2分 | 公式記録 (PDF) | - 渡邉将基 8分 - 内藤洋平 85分 - 渡大生 120+1分 | 競技場: ニッパツ三ツ沢球技場 観客数: 4,577人 主審: 吉田寿光 |

| 2014年8月20日 No.66 | ヴァンフォーレ甲府                    | 2 - 1          | 関西学院大学    | 甲府市                                                    |
| 19:00               | - クリスティアーノ 87分 - 稲垣祥 88分 | 公式記録 (PDF) | - 出岡大輝 36分 | 競技場: 山梨中銀スタジアム 観客数: 1,951人 主審: 佐藤隆治 |

| 2014年8月20日 No.67 | アルビレックス新潟 | 1 - 2 (延長)   | V・ファーレン長崎                | 新潟市                                                              |
| 19:00               | - 田中亜土夢 17分  | 公式記録 (PDF) | - 古部健太 86分 - 高杉亮太 101分 | 競技場: デンカビッグスワンスタジアム 観客数: 5,060人 主審: 窪田陽輔 |

| 2014年8月20日 No.68 | 柏レイソル   | 1 - 1 (延長) (11-12 PK戦) | ジェフユナイテッド千葉 | 柏市                                                    |
| 19:00 | 橋本和 116分 | 公式記録 (PDF) | オナイウ阿道 108分     | 競技場: 日立柏サッカー場 観客数: 6,077人 主審: 岡部拓人 |
| | PK戦         | |                        |                                                         |
| - 大谷秀和 - レアンドロ - 木村裕 - 小林祐介 - 太田徹郎 - 工藤壮人 - 茨田陽生 - 橋本和 - 近藤直也 - 渡部博文 - 菅野孝憲 - 大谷秀和 - レアンドロ |              | - 井出遥也 - 町田也真人 - 山中亮輔 - オナイウ阿道 - 佐藤健太郎 - 田中佑昌 - キム・ヒョヌン - 大岩一貴 - 佐藤祥 - 竹内彬 - 高木駿 - 井出遥也 - 町田也真人 |                        |                                                         |

| 2014年8月20日 No.69 | 川崎フロンターレ | 0 - 1          | 愛媛FC        | 川崎市                                                  |
| 19:00               |                  | 公式記録 (PDF) | 表原玄太 34分 | 競技場: 等々力陸上競技場 観客数: 5,104人 主審: 今村義朗 |

| 2014年8月20日 No.70 | 大宮アルディージャ  | 2 - 1          | 湘南ベルマーレ | さいたま市                                               |
| 19:00               | ズラタン 80分, 86分 | 公式記録 (PDF) | 三竿雄斗 56分  | 競技場: NACK5スタジアム大宮 観客数: 3,841人 主審: 松尾一 |

| 2014年8月20日 No.71 | 浦和レッズ       | 1 - 2          | ザスパクサツ群馬                            | さいたま市                                                |
| 19:00               | 李忠成 39分 (PK) | 公式記録 (PDF) | - 青木孝太 69分 - ダニエル・ロビーニョ 81分 | 競技場: 浦和駒場スタジアム 観客数: 6,254人 主審: 木村博之 |

| 2014年8月20日 No.72 | 名古屋グランパス                                                  | 4 - 0          | 京都サンガF.C. | 名古屋市                                                          |
| 19:00               | - 松田力 8分 - 田中マルクス闘莉王 43分 - 玉田圭司 53分 (PK), 67分 | 公式記録 (PDF) |                | 競技場: 名古屋市瑞穂公園陸上競技場 観客数: 2,892人 主審: 上田益也 |

### ラウンド16（4回戦）
| 2014年9月10日 No.73 | サンフレッチェ広島 | 1 - 3          | ガンバ大阪                          | 広島市                                                          |
| 19:00               | 皆川佑介 89分 (PK) | 公式記録 (PDF) | - 佐藤晃大 30分, 45分 - リンス 84分 | 競技場: エディオンスタジアム広島 観客数: 3,056人 主審: 木村博之 |

| 2014年9月7日 No.74 | FC東京          | 1 - 2          | 清水エスパルス                    | 調布市                                                  |
| 19:04              | - 河野広貴 75分 | 公式記録 (PDF) | - 大前元紀 69分 - イ・キジェ 76分 | 競技場: 味の素スタジアム 観客数: 8,494人 主審: 高山啓義 |

| 2014年9月10日 No.75 | セレッソ大阪                  | 2 - 0          | ジュビロ磐田 | 大阪市                                                      |
| 19:04               | - 南野拓実 30分 - 永井龍 64分 | 公式記録 (PDF) |              | 競技場: ヤンマースタジアム長居 観客数: 4,213人 主審: 松尾一 |

| 2014年9月10日 No.76 | モンテディオ山形 | 1 - 0 (延長)   | サガン鳥栖 | 鳥栖市                                                            |
| 19:03               | - 萬代宏樹 107分 | 公式記録 (PDF) |            | 競技場: ベストアメニティスタジアム 観客数: 3,555人 主審: 岡部拓人 |

| 2014年9月10日 No.77                                                 | ギラヴァンツ北九州 | 0 - 0 (延長) (4-3 PK戦)                                                 | ヴァンフォーレ甲府 | 甲府市                                                      |
| 19:03                                                               |                    | 公式記録 (PDF)                                                          |                    | 競技場: 山梨中銀スタジアム 観客数: 2,823人 主審: 福島孝一郎 |
|                                                                     | PK戦               |                                                                         |                    |                                                             |
| - 風間宏希 - 小手川宏基 - 大島秀夫 - 内藤洋平 - 前田和哉 - 八角剛史 |                    | - クリスティアーノ - 石原克哉 - 稲垣祥 - 下田北斗 - 新井涼平 - 佐々木翔 |                    |                                                             |

| 2014年9月10日 No.78 | V・ファーレン長崎 | 1 - 2 (延長)   | ジェフユナイテッド千葉             | 千葉市                                                    |
| 19:03               | - 小松塁 10分     | 公式記録 (PDF) | - 町田也真人 46分 - ケンペス 110分 | 競技場: フクダ電子アリーナ 観客数: 3,710人 主審: 山本雄大 |

| 2014年9月10日 No.79 | 愛媛FC         | 1 - 2          | 大宮アルディージャ                   | さいたま市                                                 |
| 19:04               | - 河原和寿 5分 | 公式記録 (PDF) | - 富山貴光 63分 (PK) - 橋本晃司 68分 | 競技場: NACK5スタジアム大宮 観客数: 2,788人 主審: 榎本一慶 |

| 2014年9月10日 No.80 | ザスパクサツ群馬 | 0 - 1          | 名古屋グランパス              | 名古屋市                                                          |
| 19:04               |                  | 公式記録 (PDF) | - レアンドロ・ドミンゲス 75分 | 競技場: 名古屋市瑞穂公園陸上競技場 観客数: 2,810人 主審: 高山啓義 |

### 準々決勝
準々決勝の抽選は2014年9月16日に日本サッカー協会ビル（JFAハウス）内日本サッカーミュージアムにて行われた。抽選方法としては前回大会を踏襲しているが、一部変更点がある。
1. 8チームをすべて同じポットに入れる。
2. トーナメント表の対戦カードごとにAポジション（ホームチーム）とBポジション（アウェーチーム）を設定。
3. No.81のA→No.81のB→No.83のA→No.83のB→No.82のA→No.82のB→No.84のA→No.84のBの順に抽選し、対戦カードを決定。
4. AポジションとなったG大阪・C大阪・名古屋・山形に対しては、準々決勝のホーム開催優先権が与えられ、抽選と同時に開催会場が確定した。なお、北九州については会場の都合からBポジションとなることがあらかじめ確定していた（結果的にNo.84のBとなっている）。

ドロワーは日本サッカー協会会長の大仁邦彌、天皇杯実行委員会委員長の佐々木一樹、スルガ銀行代表取締役社長兼CEOの岡野光喜、ゲストドロワーとして名波浩と田中誠。
なお、今回の抽選会の模様の中継は前年までのNHK BS1ではなく、スカパー!にて「天皇杯ベスト8抽選会〜ラウンド16ハイライト〜」として放送された（無料放送を実施）。ゲストは準々決勝に進出したギラヴァンツ北九州監督の柱谷幸一と、解説の水沼貴史・秋田豊。番組進行担当は中村義昭。
| 2014年10月15日 No.81 | ガンバ大阪                      | 2 - 0          | 大宮アルディージャ | 吹田市                                                |
| 19:00                | - 二川孝広 59分 - 佐藤晃大 84分 | 公式記録 (PDF) |                    | 競技場: 万博記念競技場 観客数: 3,604人 主審: 村上伸次 |

| 2014年10月11日 No.82                                | 名古屋グランパス                | 2 - 2 (延長) (3-5 PK戦)                                | 清水エスパルス                  | 名古屋市                                                          |
| 19:04                                               | - 小川佳純 72分 - 永井謙佑 82分 | 公式記録 (PDF)                                         | - 高木善朗 65分 - 高木俊幸 67分 | 競技場: 名古屋市瑞穂公園陸上競技場 観客数: 6,113人 主審: 木村博之 |
|                                                     | PK戦                            |                                                        |                                 |                                                                   |
| - 田中マルクス闘莉王 - 磯村亮太 - 中村直志 - 矢田旭 |                                 | - 大前元紀 - 高木俊幸 - 本田拓也 - 六平光成 - 平岡康裕 |                                 |                                                                   |

| 2014年10月15日 No.83 | セレッソ大阪 | 0 - 1          | ジェフユナイテッド千葉 | 大阪市                                                    |
| 19:04                |              | 公式記録 (PDF) | - 田代真一 54分        | 競技場: キンチョウスタジアム 観客数: 4,874人 主審: 東城穣 |

| 2014年10月15日 No.84 | モンテディオ山形 | 1 - 0          | ギラヴァンツ北九州 | 天童市                                                      |
| 19:04                | - 川西翔太 79分  | 公式記録 (PDF) |                    | 競技場: NDソフトスタジアム山形 観客数: 3,456人 主審: 松尾一 |

### 準決勝
| 2014年11月26日 No.85 | ガンバ大阪                                                   | 5 - 2          | 清水エスパルス                  | 調布市                                                  |
| 19:04                | - 宇佐美貴史 9分, 72分 - パトリック 14分, 37分 - リンス 85分 | 公式記録 (PDF) | - 加賀美翔 20分 - 高木善朗 24分 | 競技場: 味の素スタジアム 観客数: 6,708人 主審: 飯田淳平 |

| 2014年11月26日 No.86 | ジェフユナイテッド千葉        | 2 - 3          | モンテディオ山形                                     | 大阪市                                                        |
| 19:04                | - 竹内彬 23分 - 谷澤達也 54分 | 公式記録 (PDF) | - 山﨑雅人 2分 - キム・ボムヨン 33分 - 山田拓巳 71分 | 競技場: ヤンマースタジアム長居 観客数: 2,221人 主審: 山本雄大 |

### 決勝
決勝に勝ち進んだのは、2012年・第92回大会以来の決勝進出で、2009年・第89回大会以来5年ぶりの優勝を目指すガンバ大阪と、クラブ初のタイトルを目指すモンテディオ山形の2チーム。G大阪はJ1復帰初年度で優勝を果たし、ナビスコカップと合わせて2014年シーズンの3冠を目指す。一方の山形はJ2では6位ながらもJ1昇格プレーオフを制してJ1昇格を決め、勢いを持続したまま決勝に臨むことになった。J2クラブの決勝進出は、J2勢同士の対戦となった2011年・第91回大会以来3大会ぶり、東北勢の決勝進出は、1933年・第13回大会に出場した仙台サッカークラブ以来81年ぶりとなる。
試合は前半4分、G大阪自陣前からGK東口順昭のフリーキックをFWパトリックが頭で落とし、FW宇佐美貴史が胸トラップからボレーシュート。一旦は山形GK山岸範宏がはじき返すが、こぼれ球に宇佐美自らが詰めて右足で押し込み、G大阪が序盤早々に先制点を挙げる。前半22分には山形のコーナーキックのこぼれ球を宇佐美が奪ってドリブルで持ち上がりカウンター攻撃からパトリックにラストパス、これをパトリックが落ち着いて決め、G大阪が前半のうちに2点を挙げる。
躍進の立役者となったFW川西翔太を契約上の関係で、MFキム・ボムヨンを出場停止で欠いた上で2点のビハインドという苦しい展開となった山形は、後半開始からDF舩津徹也を投入して守備を修正、後半15分にはFW林陵平を投入して運動量をさらに上げる作戦に出る。すると後半17分、攻撃参加していたDF石川竜也のクロスボールをMF松岡亮輔が反らし、MFロメロ・フランクが決めて山形が1点を返す。その後も足の止まったG大阪に対して猛攻を仕掛ける山形だったが、逆に後半40分、山形DF山田拓巳が足を攣らせて一時ピッチを離れ守備が乱れた隙に、G大阪MF倉田秋からMF遠藤保仁を経由してゴール正面のFW宇佐美にラストパス。これを宇佐美が豪快に振り抜くと、シュートは山形DF當間建文の足に当たりながらもそのままゴールイン、ダメ押しの3点目を奪われる。
試合はそのまま終了。G大阪が3-1で山形を下し、5大会ぶり4度目の優勝。史上2チーム目となるリーグ戦・ナビスコカップ・天皇杯の国内主要タイトル三冠を達成した。これに伴い、優勝チームに第2代表としての出場権が与えられるAFCチャンピオンズリーグ2015はリーグ戦2位の浦和レッズが第2代表に、リーグ戦3位の鹿島アントラーズが第3代表に繰り上がり（以上本戦からの出場）、リーグ戦4位の柏レイソルが新たに第4代表（プレーオフからの出場）としての出場権を獲得した。
| ガンバ大阪                               | 3 - 1          | モンテディオ山形      |
| ---------------------------------------- | -------------- | --------------------- |
| - 宇佐美貴史 4分, 85分 - パトリック 22分 | 公式記録 (PDF) | ロメロ・フランク 62分 |

| モンテディオ山形 |    |                  |  |      |
| GK               | 31 | 山岸範宏         |  |      |
| DF               | 06 | 山田拓巳         |  | 12分 |
| DF               | 17 | 當間建文         |  |      |
| DF               | 03 | 石井秀典         |  |      |
| DF               | 13 | 石川竜也         |  |      |
| MF               | 07 | 松岡亮輔         |  |      |
| MF               | 15 | 宮阪政樹         |  |      |
| MF               | 10 | 伊東俊           |  | 46分 |
| FW               | 39 | 山﨑雅人         |  | 60分 |
| FW               | 11 | ディエゴ         |  |      |
| FW               | 24 | ロメロ・フランク |  | 80分 |
| 控え:            |    |                  |  |      |
| GK               | 16 | 兼田亜季重       |  |      |
| DF               | 02 | 小林亮           |  |      |
| DF               | 04 | 西河翔吾         |  |      |
| DF               | 05 | 舩津徹也         |  | 46分 |
| FW               | 08 | 林陵平           |  | 60分 |
| FW               | 09 | 中島裕希         |  | 80分 |
| FW               | 18 | 萬代宏樹         |  |      |
|                  |    |                  |  |      |
| 監督             |    |                  |  |      |
| 石﨑信弘         |    |                  |  |      |

| 第94回天皇杯 優勝       |
| ----------------------- |
| ガンバ大阪 5年ぶり4回目 |

### トーナメント表
|  | 準々決勝               | 準々決勝         |                        |         | 準決勝 | 準決勝 |  |  | 決勝 | 決勝 |
|  |                        |                  |                        |         |        |        |  |  |      |      |
|  | 2014年10月15日         |                  |                        |         |        |        |  |  |      |      |
|  |                        |                  |                        |         |        |        |  |  |      |      |
|  | ガンバ大阪             | 2                |                        |         |        |        |  |  |      |      |
|  | ガンバ大阪             | 2                | 2014年11月26日         |         |        |        |  |  |      |      |
|  | 大宮アルディージャ     | 0                |                        |         |        |        |  |  |      |      |
|  | 大宮アルディージャ     | 0                | ガンバ大阪             | 5       |        |        |  |  |      |      |
|  | 2014年10月11日         |                  | ガンバ大阪             | 5       |        |        |  |  |      |      |
|  |                        | 清水エスパルス   | 2                      |         |        |        |  |  |      |      |
|  | 名古屋グランパス       | 清水エスパルス   | 2                      | 2 (PK3) |        |        |  |  |      |      |
|  | 名古屋グランパス       |                  | 2014年12月13日         | 2 (PK3) |        |        |  |  |      |      |
|  | 清水エスパルス         | 2 (PK5)          |                        |         |        |        |  |  |      |      |
|  | 清水エスパルス         | 2 (PK5)          | ガンバ大阪             | 3       |        |        |  |  |      |      |
|  | 2014年10月15日         |                  | ガンバ大阪             | 3       |        |        |  |  |      |      |
|  |                        | モンテディオ山形 | 1                      |         |        |        |  |  |      |      |
|  | セレッソ大阪           | モンテディオ山形 | 1                      | 0       |        |        |  |  |      |      |
|  | セレッソ大阪           | 2014年11月26日   |                        | 0       |        |        |  |  |      |      |
|  | ジェフユナイテッド千葉 | 1                |                        |         |        |        |  |  |      |      |
|  | ジェフユナイテッド千葉 | 1                | ジェフユナイテッド千葉 | 2       |        |        |  |  |      |      |
|  | 2014年10月15日         |                  | ジェフユナイテッド千葉 | 2       |        |        |  |  |      |      |
|  |                        | モンテディオ山形 | 3                      |         |        |        |  |  |      |      |
|  | モンテディオ山形       | モンテディオ山形 | 3                      | 1       |        |        |  |  |      |      |
|  | モンテディオ山形       |                  |                        | 1       |        |        |  |  |      |      |
|  | ギラヴァンツ北九州     | 0                |                        |         |        |        |  |  |      |      |
|  | ギラヴァンツ北九州     | 0                |                        |         |        |        |  |  |      |      |

### 注記
1. ↑  今大会から「ラウンド16」の表記を取り入れた。従来の「4回戦」表記も一部に残る。
2. 1 2  8月20日開催予定だったマッチナンバー【57】（サンフレッチェ広島 対 水戸ホーリーホック）については、同日広島市内で発生した豪雨による土砂災害の影響で、緊急車両の優先通行等、被災地周辺の救助活動を優先させるため、開催日を8月27日に変更した[8]。
3. ↑  川西はG大阪からの期限付き移籍であり、G大阪との試合に出場出来ない契約となっていた[20]。